# Leucania rhodocomma
Leucania rhodocomma är en fjärilsart som beskrevs av Rudolf Püngeler 1900. Leucania rhodocomma ingår i släktet Leucania och familjen nattflyn. Inga underarter finns listade i Catalogue of Life.